# TNA X Division Championship
TNA X Division Championship er en titel inden for wrestling i Total Nonstop Action Wrestling (TNA). Titlen bliver primært forsvaret blandt TNA's X Division-wrestlere, som er wrestlere, der har en tempofyldt og højrisikabel wrestlingstil. Den debuterede i TNA d. 19. juni 2002. 
Titlen minder til forveksling om WCW Cruiserweight Championship eller WWE Cruiserweight Championship (tidligere WWF Light Heavyweight Championship), hvor wrestlerne skal være under 100 kg. TNA X Division Championship har i modsætning til de andre titler ikke nogen øvre vægtgrænse og handler mere om wrestlernes evne til at optræde på en bestemt måde. Denne hurtige og højtflyvende stil udføres dog ofte af cruiserweights (letsværvægtere) med undtagelse af bl.a. Samoa Joe og Kurt Angle, der er sværvægtere og begge har vundet titlen.
| Sport | Spire Denne artikel om sport er en spire som bør udbygges. Du er velkommen til at hjælpe Wikipedia ved at udvide den. |